# François Genoud
François Genoud (* 26. Oktober 1915 in Lausanne; † 30. Mai 1996 in Pully) war ein Schweizer Bankier, glühender Hitlerverehrer, Antisemit und Holocaustleugner. Nach dem Zweiten Weltkrieg half er NS-Verbrechern sowie arabischen Terroristen des arabischen Nationalismus wie zum Beispiel der Volksfront zur Befreiung Palästinas (PFLP). Unter anderem finanzierte er die Rechtsbeistände von Adolf Eichmann, Klaus Barbie und Ilich Ramírez Sánchez. Journalisten deckte er mit Klagen ein. Trotz jahrzehntelanger Tätigkeit im Milieu des internationalen Rechtsextremismus und Terrorismus konnte er in der Schweiz bis wenige Tage vor seinem Freitod, als ein Haftbefehl wegen Rassendiskriminierung nach dem 1994 neu eingefügten Artikel 261bis StGB erging, nicht strafrechtlich verfolgt werden.

## Leben

### Kindheit und Ausbildung
François Genoud wurde 1915 in Lausanne als Sohn eines Tapetenfabrikanten geboren. Er war Kaufmann in Bonn und London.
Während seines Studiums in Deutschland traf der 17-jährige Genoud im Herbst 1932 in einem Hotel in Bad Godesberg mit Adolf Hitler zusammen. Zurück in der Schweiz, trat er 1934 der Nationalen Front bei.

### Karriere
1936 reiste Genoud in das britische Mandatsgebiet Palästina, wo er Mohammed Amin al-Husseini traf, den palästinensischen Politiker, der den alleinigen Führungsanspruch über den Arabischen Aufstand (1936–1939) gegen die Briten und gegen jüdische Einwanderer erhob. Dort traf er auch weitere Vertreter eines verschwörungsideologischen islamistischen Antisemitismus.
Gitta Sereny zufolge betrachtete al-Husseini Genoud bis zu seinem Tod 1974 als seinen Vertrauten und übertrug diesem seine Finanzgeschäfte. In den folgenden Jahren reiste Genoud oft nach Berlin und in den Nahen Osten, wo er mit deutschen und Schweizer Nachrichtendiensten zusammenarbeitete. 1941 schickte ihn der bei der Abwehr tätige SS-Untersturmführer Paul Dickopf, der 1942 mit Genouds Hilfe in der Schweiz untertauchte, nach Deutschland, in die Resttschechoslowakei, nach Ungarn und Belgien. In dieser Zeit freundete sich Genoud mit mehreren hochrangigen SS-Männern an, darunter Karl Wolff, arbeitete als „Gestapo-Spitzel“, gewährte „Dickopf in Lausanne ein Jahr Unterschlupf“ und zeigte sich als „glühender Verehrer des Nationalsozialismus“.

#### Nachlassverwerter Bormanns und Fluchthelfer für NS-Verbrecher
Unter nicht vollständig geklärten Umständen brachte Genoud sich zum Kriegsende in den Besitz umfassender Dokumente und sonstiger Gegenstände des Nachlasses Martin Bormanns. Darunter befanden sich Niederschriften von vertraulichen Gesprächen Adolf Hitlers sowie persönliche Briefe Bormanns. Nach eigener Aussage kaufte er den Nachlass von dem italienischen Beauftragten für die Rückführung von Kunstgütern Rodolfo Siviero bzw. dessen Untergebenen. Anderen Angaben zufolge übernahm er die Sachen von dem SS-Offizier und Bormann-Mitarbeiter Helmut von Hummel während dessen Flucht vom Obersalzberg nach Südtirol. Denkbar ist auch, dass ein Teil des Nachlasses während dieser Flucht in Genouds Hände gelangte, während der Rest an seinem Bestimmungsort von Siviero konfisziert und später an Genoud verkauft wurde. 
1948 sicherte sich Genoud die Veröffentlichungsrechte an den Schriftstücken von dem Nachlassbevollmächtigten der Bormann-Waise Theodor Schmitz. Über Verträge mit den Angehörigen Joseph Goebbels’ erlangte er im Jahr 1955 zudem die Urheberrechte an dessen Tagebüchern.
Die Authentizität der von Genoud vorgelegten Bormann-Diktate wird von manchen Historikern angezweifelt. Seinem Biographen Willi Winkler zufolge manipulierte er angebliche Äusserungen Hitlers in den Text. Zusammen mit Hans-Joachim Rechenberg arbeitete Genoud bei der Vermarktung des Nachlasses von Martin Bormann und beim Prozess gegen Adolf Eichmann 1961 für die Zwischenfinanzierung von dessen Verteidigung.
Nach dem Zweiten Weltkrieg beteiligte sich Genoud finanziell an der Fluchthilfe für NS-Verbrecher (vgl. ODESSA) sowie an der Verteidigung von Adolf Eichmann und anderen. Bei den Nürnberger Prozessen freundete sich Genoud mit Hermann-Bernhard Ramcke an und traf später mit ihm und Heinz Guderian in Köln zusammen.

#### Zeitschriftenherausgeber
Genoud publizierte die Heftreihe Défense de l’Europe. Diese wurde im März 1950 durch ein intern versendetes Bulletin ersetzt, das bis im April 1952 erschien. Er bediente sich auch des Materials der Zeitung Pan! von Pierre Jeanrenaud. Jeanrenaud hatte die Inhalte schon von November 1949 bis März 1950 in sechs Nummern dieser kurzlebigen und ultrareaktionären Zeitung veröffentlicht.

#### Bankier
1957 gründete er die Banque Commerciale Arabe mit dem syrischen Ministerpräsidenten Dschamil Mardam als Vorsitzenden des Verwaltungsrates, beraten von Hjalmar Schacht. Diese Bank unterstützte die algerische Front de Libération Nationale (FLN) und die Befreiungsbewegungen Marokkos und Tunesiens als deren finanzielle Verwaltungsstelle.
1962 wurde Genouds Freund und Alt-Nazi Hans Rechenberg Wirtschaftsberater in Algerien.
Später engagierte sich Genoud im arabischen Nationalismus und finanzierte dafür die Verbreitung antijüdischer sowie antiisraelischer Propaganda sowie Waffenlieferungen an den Front de Libération Nationale. Darüber hinaus tätigte er Investitionen für Hjalmar Schacht, u. a. in Marokko.
1964 entkam Genoud dank Intervention des ägyptischen Präsidenten Gamal Abdel Nasser knapp der Verhaftung wegen dubioser Finanzgeschäfte in Algerien, wobei 15 Millionen US-Dollar auf Schweizer Konten gelangt waren, die 15 Jahre später wieder an Algerien zurückgegeben wurden.

#### Kontakte zum internationalen Terrorismus
Nachdem im Februar 1969 drei Mitglieder der Volksfront zur Befreiung Palästinas (PFLP) ein Flugzeug der El Al auf dem Flughafen Zürich beim Attentat in Kloten angegriffen hatten, liess Genoud ihren Verteidiger Jacques Vergès durch eine seiner Banken bezahlen und fungierte im November 1969 als dessen Berater.
Als 1972 eine Boeing 747 der Lufthansa durch den palästinensischen Terroristen Wadi Haddad auf dem Flug von Bombay nach Frankfurt am Main entführt wurde, übermittelte Genoud die Lösegeldforderung. Nachdem 5 Millionen US-Dollar an die PFLP bezahlt waren, flog die Maschine nach Jemen, wo Passagiere und Crew freigelassen wurden.
Genoud war ein enger Vertrauter von Ilich Ramírez Sánchez, dem als „Carlos der Schakal“ bekannt gewordenen Terroristen. Ende der 1980er-Jahre besuchte Genoud ihn regelmäßig in seinem Exil in Damaskus. Als Syrien Sánchez auf internationalen Druck hin auswies, war er ihm bei seiner Ausreise in den Sudan behilflich. 1994 wurde Sánchez in Khartum verhaftet und in Frankreich vor Gericht gestellt. Genoud blieb bis zu seinem Tod mit ihm in brieflichem Kontakt und besuchte ihn mehrmals im Gefängnis. Es wird allerdings für möglich gehalten, dass Genoud Sánchez schliesslich selbst verriet.
Trotz seiner jahrzehntelangen Tätigkeit im Milieu des internationalen Rechtsextremismus und Terrorismus wurde Genoud in der Schweiz nicht strafrechtlich verfolgt. Zwar wurde sein Telefon abgehört und seine Post kontrolliert, doch konnten nie konkrete Gesetzesverstösse nachgewiesen werden. Er unterhielt vielfältige Geheimdienstkontakte und wurde von den Diensten als nützliche Kontaktperson betrachtet, die man lieber in Freiheit sehen wollte, um die Bewegungen internationaler Terroristen besser verfolgen zu können. Als Informant der Schweizer Nachrichtendienste genoss er Schutz in seiner Heimat.

### Privatleben und Tod
Wenige Wochen vor Genouds Tod im Jahr 1996 forderte US-Senator Al D’Amato als Vorsitzender des United States Senate Committee on Banking die Schweizer Regierung (Bundesrat) zur Aufdeckung von Genouds Rolle beim Schweizer Umgang mit Nazigold auf. Um diese Zeit begann das Verfahren um jüdische Vermögen bei Schweizer Banken. Wenige Tage vor seinem Tod erging gegen Genoud, der mehrmals als Holocaustleugner öffentlich in Erscheinung getreten war, in der Schweiz ein Haftbefehl wegen Rassendiskriminierung nach der seit 1994 geltenden Rassismus-Strafnorm.
Genoud, der seit 1995 Mitglied des Schweizer Sterbehilfe-Vereins Exit war, nahm am 30. Mai 1996 Gift und starb.

## Holocaustleugner und Rechteinhaber der Goebbels-Tagebücher
Genoud betrachtete Hitler nicht als Menschheitsverbrecher, sondern als Idealisten, der es im Krieg mit den Juden etwas übertrieben habe. Mit Auschwitz habe Hitler ohnehin nichts zu tun gehabt, behauptete er bis zum Schluss: „Das ist alles falsch […] Es gibt sogar Dokumente dafür.“ Der britischen Journalistin Gitta Sereny sagte er: „The truth is, I loved Hitler.“
Aus widersprüchlichen Äußerungen zur Frage des Holocaust wurde posthum geschlossen, Genoud habe die Faktizität des Holocaust nicht als solche geleugnet, sondern nur dessen Ausmaße verharmlost; gleichzeitig leugnete er jedoch, dass es einen systematischen Plan zur Ausrottung der Juden gegeben habe. Anderen Quellen zufolge hat er den Holocaust überhaupt geleugnet.
Mit seiner „Rechtsberaterin Cordula Schacht, der Tochter des nationalsozialistischen Ministers Hjalmar Schacht“, so der Historiker Bernd Sösemann, „finanzierte [Genoud] die Verteidigung von Nationalsozialisten […] Er fälschte Dokumente und verfasste krass antisemitische Veröffentlichungen. Mit der Publikation der von Goebbels und seinen Helfern fabrizierten Texten [sic!] verfolgte er beharrlich sein öffentlich mehrmals verkündetes Hauptziel: er wolle die nationalsozialistische Führung überall ‚ausgiebig zu Wort komm[en] lassen‘. Goebbels ‚ist ein großer Mann […], der sich gut verteidigt, wenn man ihm die Gelegenheit gibt, sich auszusprechen‘.“ Bis 2015 wurden, hälftig zwischen Nachlassverwalter und Goebbels-Erben aufgeteilt, Tantiemen an seine Erben fällig. Bei Peter Longerichs Biographie von Joseph Goebbels (München 2010) wurden die Erben sogar am Absatz beteiligt.
Kurz vor seinem Suizid im Jahr 1996 übertrug Genoud seine Anteile am Erlös an seine Nachfolgerin als Nachlassverwalterin, Cordula Schacht, welche danach „die alleinige Verfügung an den Urheberrechten der Werke von Joseph Goebbels“ innehatte. Die Verlagsgruppe Random House, die die englische Übersetzung von Longerichs Buch herausbringen wollte, weigerte sich aus rechtlichen und moralischen Gründen, an Schacht Tantiemen zu zahlen, und wurde von ihr vor dem Landgericht München I verklagt. Dieses verurteilte Random House am 10. Juli 2015 zur Zahlung von Tantiemen an Cordula Schacht. Am 1. Januar 2016 verfielen die Urheberrechte von Joseph Goebbels.

## Schriften
- Hitlers politisches Testament. Die Bormann-Diktate vom Februar und April 1945. Mit einem Essay von Hugh R. Trevor-Roper und einem Nachwort von André François-Poncet. A. Knaus, München 1981, ISBN 3-8135-5111-3 (Erstausgabe auf Französisch 1959, auf Englisch 1961).

## Filme
- Pierre Péan, Matthias Sanderson: L’Extremiste. François Genoud, de Hitler à Carlos. Nova Production, France 3, 1996.